# کیلسای جامع لانداف
کیلسای جامع لانداف (ویلزی: Eglwys Gadeiriol Llandaf) یک کلیسا در شهر کاردیف، ولز است.
این کلیسا که در سال ۱۱۲۰ میلادی تأسیس شده در طول تاریخ بارها در وقایع مختلف همچون شورش اواین گلیندور (۱۴۰۰) و جنگ‌های داخلی انگلستان (۱۶۴۲-۱۶۵۱) طوفان بزرگ ۱۷۰۳ دچار آسیب‌های جدی شده که به همین دلیل در سال ۱۷۳۴ بازسازی کلیسا براساس طراحی جان وود انجام شده است.

## نگارخانه

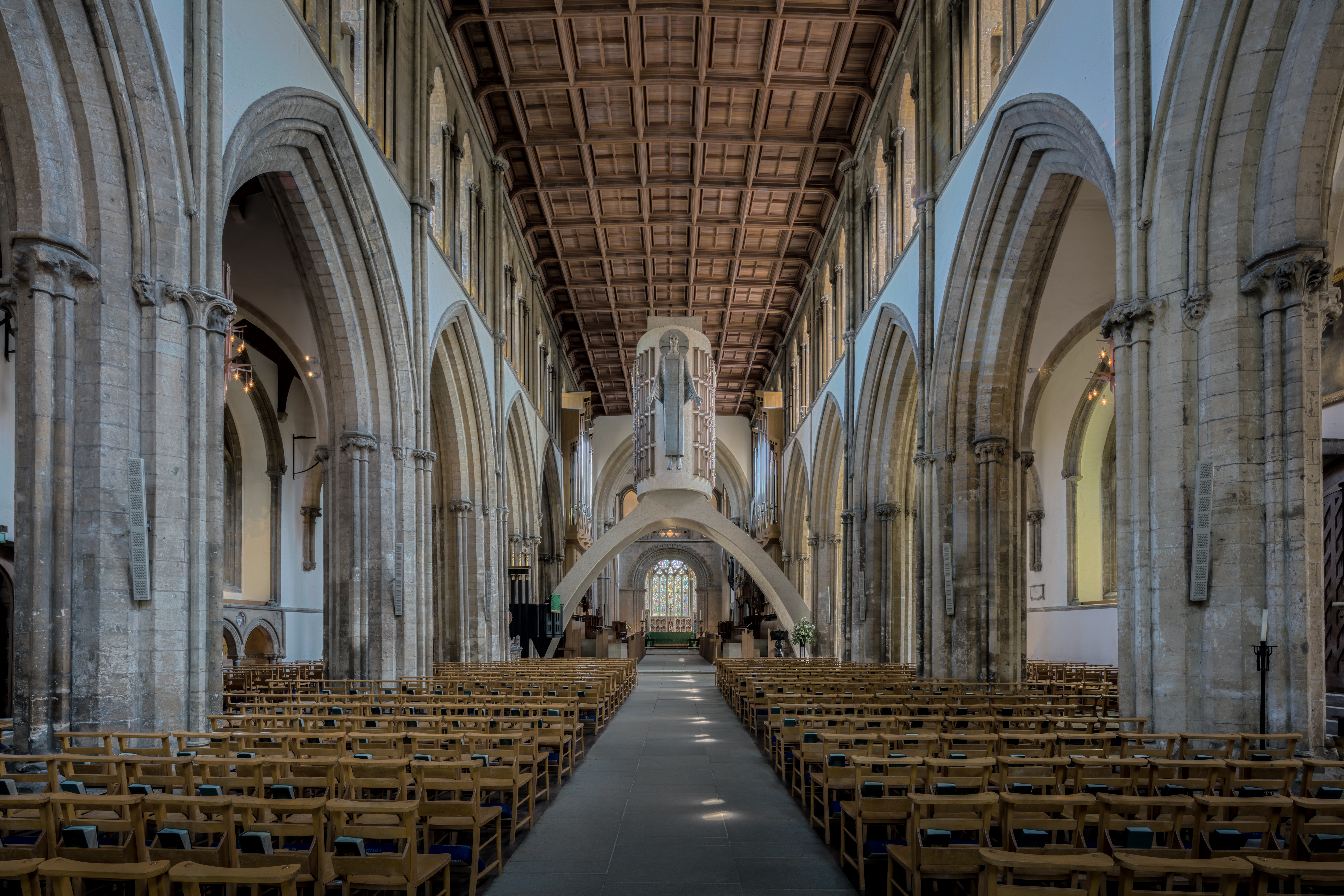
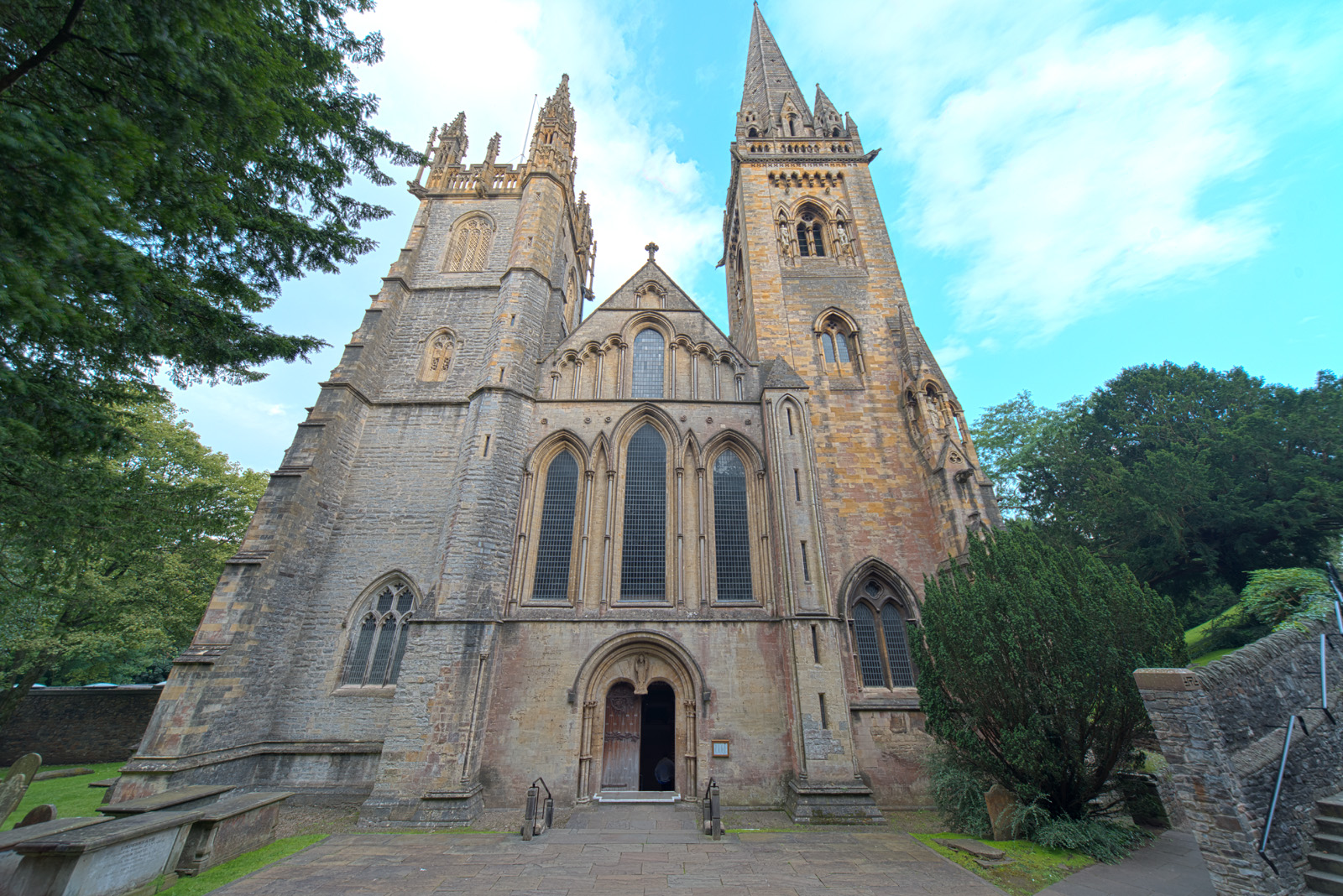
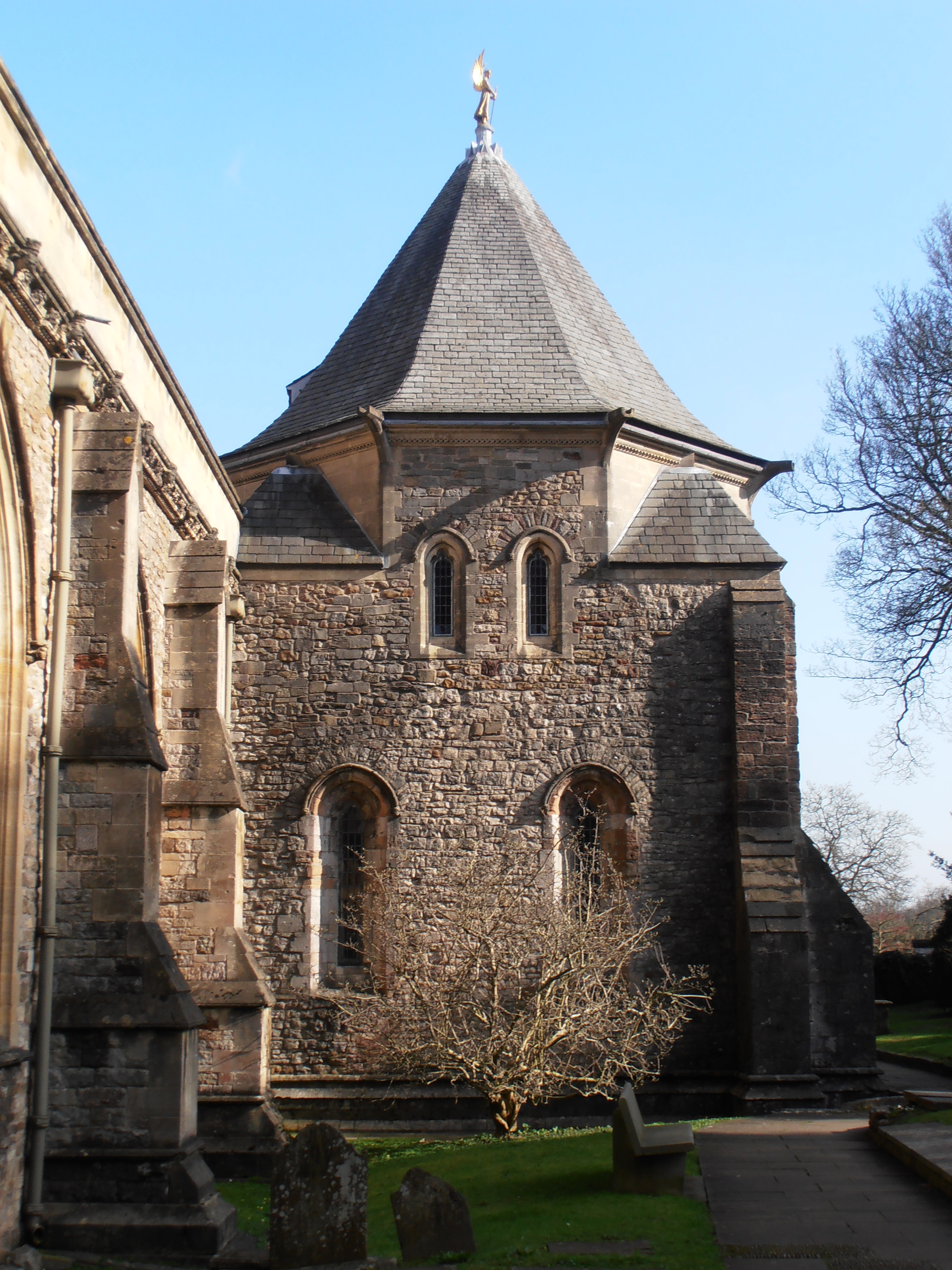
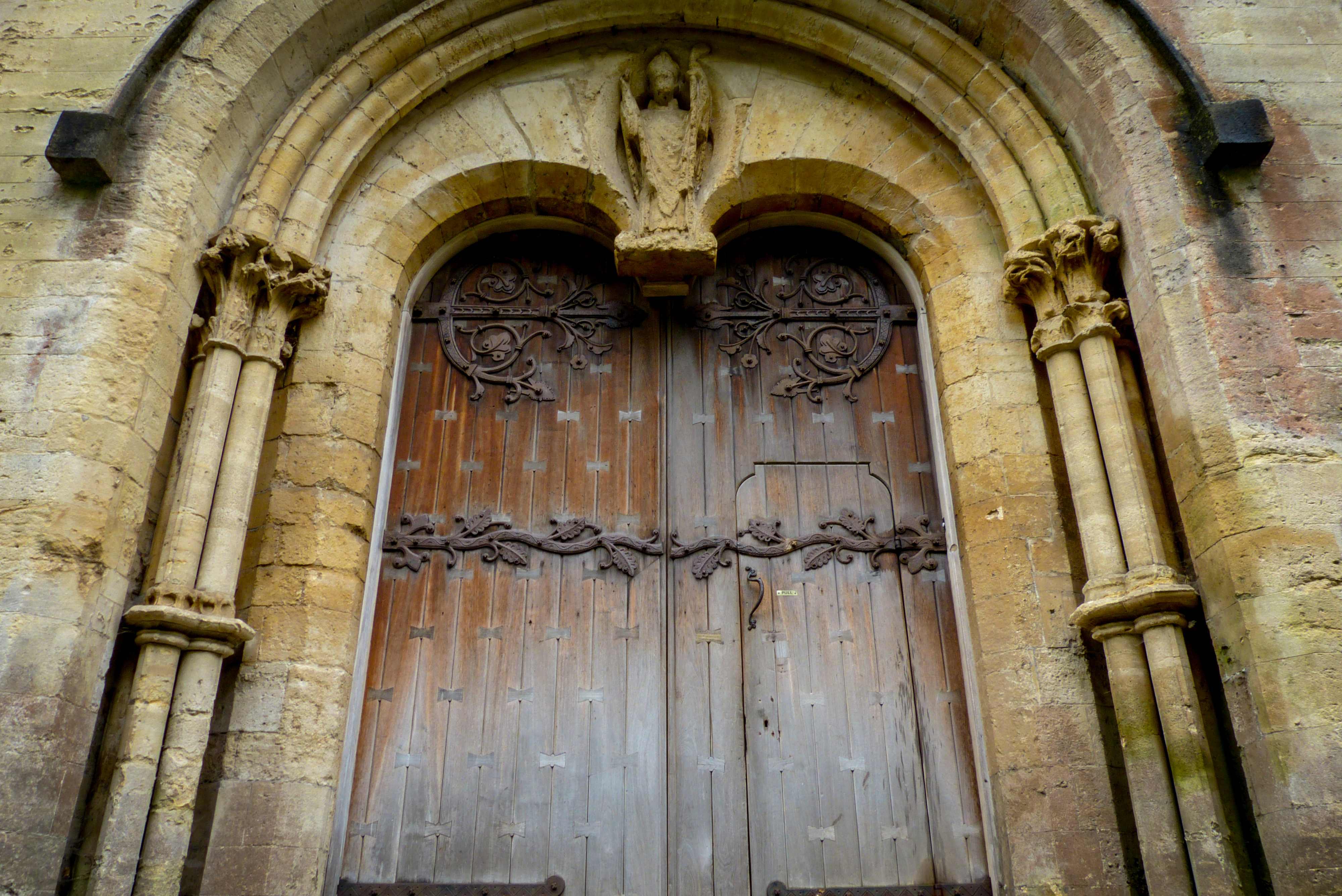
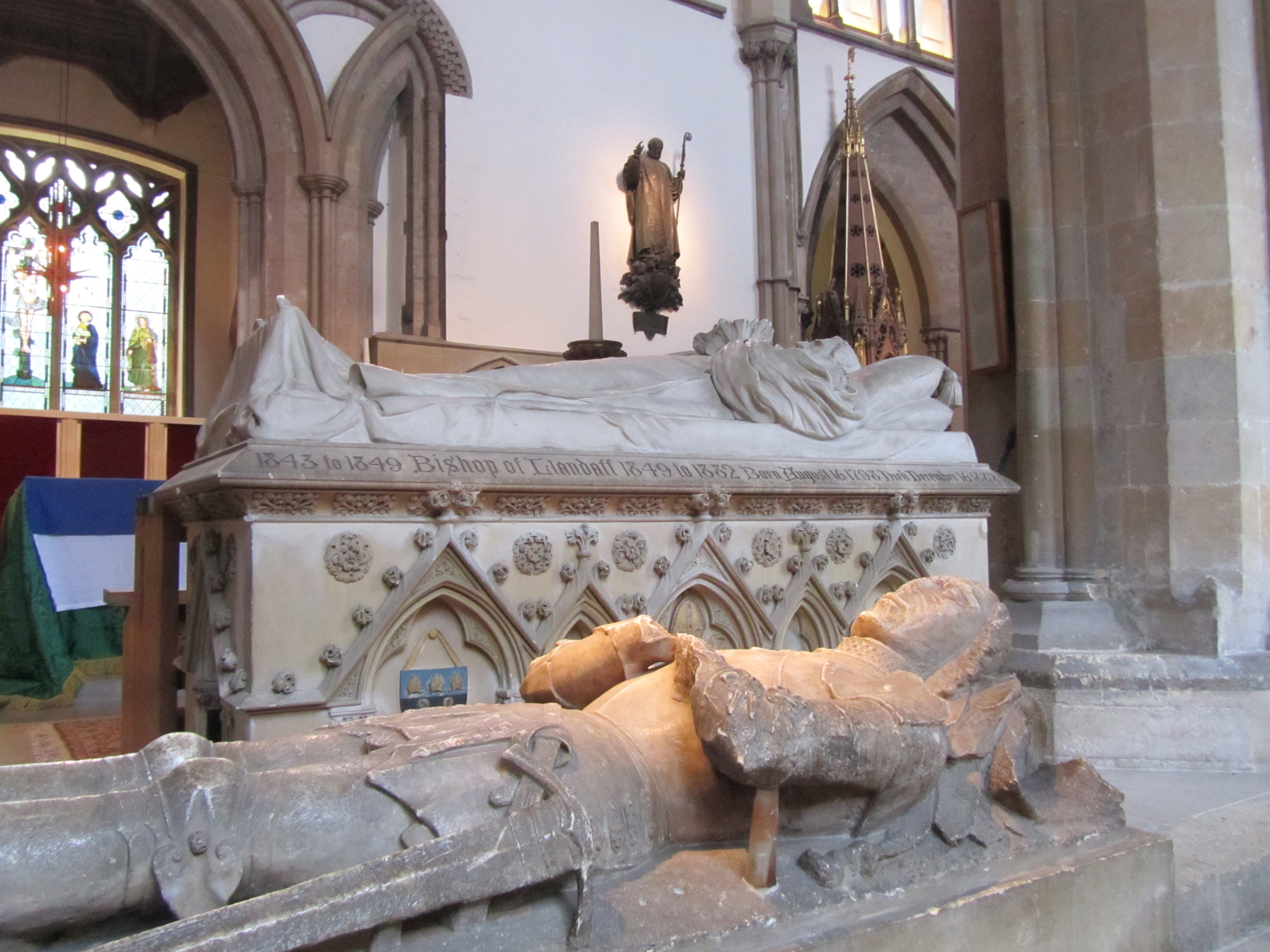